# Palais Palmieri
Pour les articles homonymes, voir Palmieri.
Le palais Palmieri est un hôtel particulier qui se trouve au centre du vieux Lecce.

## Architecture
L'aile principale de l'hôtel est du XVIe siècle, des agrandissements ultérieurs des XVIIe et XVIIIe siècles, appartenant au caractéristique style baroque leccese. Sur la façade du XVIIIe siècle les hautes fenêtres du premier étage au style rococo, les balcons en fer forgé élégamment ciselés et son portail catalan-durazzesque donnent à l'ensemble un air espagnol. La disposition de espaces intérieurs ainsi que l'escalier d'honneur datent également de cette époque.

## Histoire
Le palais voit le jour au XVIe siècle, construit par la famille Franchini, mais à cette époque n'appartient pas encore aux Palmieri qui en hériteront plus tard.
La rue dans lequel il est situé porte le nom de Giuseppe Palmieri, illustre propriétaire de la demeure au milieu du XVIIIe siècle, qui fut nommé directeur général du Conseil supérieur des finances du royaume de Naples, et qui par conséquent résidait peu à Lecce. Grand propriétaire terrien, il a laissé de nombreux écrits sur le monde agricole. On retiendra, dans les Riflessioni, ses idées proches des Jacobins pour la redistribution des terres aux paysans soumis aux exigences du système féodal. C'est du temps du marquis Palmieri que le palais est agrandi, englobant notamment un petit palais donnant sur la place Falconieri à la place duquel est élevée la façade rococo, qui encore aujourd'hui fait angle avec la façade du XVIe siècle, plus sobre, qui donne sur la rue Giuseppe Palmieri.
L'épopée napoléonienne est également liée à l'histoire de ce palais. En 1807, Joseph Bonaparte, roi de Naples, y séjourne, sa chambre dans le palais existant toujours. Son successeur, Joachim Murat, lui aussi roi de Naples et beau-frère de Napoléon, se rend au palais Palmieri en 1813. Il laissera son nom gravé par son diamant sur le miroir d'un salon.
Aujourd'hui encore on peut lire le paraphe du roi de Naples qui signa à l'italienne Murà. Cette pièce est depuis lors connue sous le nom de salon Murat.
Au cours du XIXe siècle le palais, du fait qu'il était l'une des plus grandes demeures de la ville, abrita pour un temps la mairie de Lecce puis divers clubs, comme le Circolo salentino.
En raison de l'union avec la famille Guarini di Poggiardo, qui en a hérité de la famille Palmieri au milieu du même siècle, le Palazzo Palmieri est parfois connu sous le nom de Guarini-Palmieri. Il ne doit pas être confondu avec le Palazzo Guarini, également situé le long de la via Palmieri (au numéro 4), dans le jardin duquel les passionnés d'archéologie peuvent admirer un rare hypogée messapien daté du IIIe siècle av. J.-C. et redécouvert au début du XXe siècle.
Cette sépulture, unique à Lecce et sa région, possède un escalier richement sculpté qui montre bien les antiques origines de la ville. La Messapie et son peuple, qui avaient atteint un niveau artistique exceptionnel dans le travail en terre cuite, restent toujours une civilisation dont l'origine est mal connue.

## Œuvres
Le palais Palmieri comporte une cinquantaine de pièces, admirablement restaurées. Une immense salle de bal au plafond décoré et aux nombreux tableaux peints par Oronzo Tiso au XVIIIe siècle ajoute un lustre à l'un des plus beaux hôtels de Lecce.
En 2006 / 2007 l'artiste français Régis Deparis peint un plafond intitulé : Histoire d'une Famille, Histoire du Salento, Hommage à Murat. Dans cette composition, le peintre illustre les épisodes qui marquent cette région.